# Miki Maus
Miki Maus (engl. Mickey Mouse) je lik iz animiranih filmova i stripova koji je postao ikona Kompanije "Walt Disney".

## Povijest
Godine 1928. lik Mikija Mausa stvorili su Walt Disney i Ub Iwerks. Disney ga je isprva odlučio nazvati Mortimer Maus (engl. Mortimer Mouse), ali mu je supruga Lillian predložila da promijeni ime u "Miki" jer je "Mortimer" zvučalo previše ružno.
Glas mu je od 1928. godine posuđivao sam Walt Disney, što je nastavio činiti sve do 1947. godine. Nakon Disneyja, glas je do 1977. godine posuđivao zvučni dizajner Jimmy MacDonald. Nakon njega ulogu je preuzeo Wayne Allwine, koji će je i obnašati do smrti 2009. Mikiju glas (u engleskim inačicama filmova) trenutno posuđuje Bret Iwan.
The Walt Disney Company dan njegova rođenja smatra 18. studenog 1928. godine. Naime, toga je dana prvi puta javnosti predstavljen animirani film Parobrod Willie u kojemu je Miki imao glavnu ulogu.
Ovaj antropomorfizirani miš i danas diljem svijeta poznat kao najuspješniji lik iz animiranih filmova i stripova.
Trenutno je glavni lik Playhouse Disney serije "The Mickey Mouse Clubhouse" koja se emitira na Disney Channelu. Ujedno je i vođa kluba Mikija Mausa.
Njegova djevojka i ljubav njegova života je Minnie Maus.